# Éparchie de Šabac
L'éparchie de Šabac (en serbe cyrillique : Епархија шабачка ; en serbe latin : Eparhija šabačka) est une circonscription de l'Église orthodoxe serbe. Elle a son siège à Šabac et, en 2016, elle a à sa tête l'évêque Lavrentije.

## Histoire

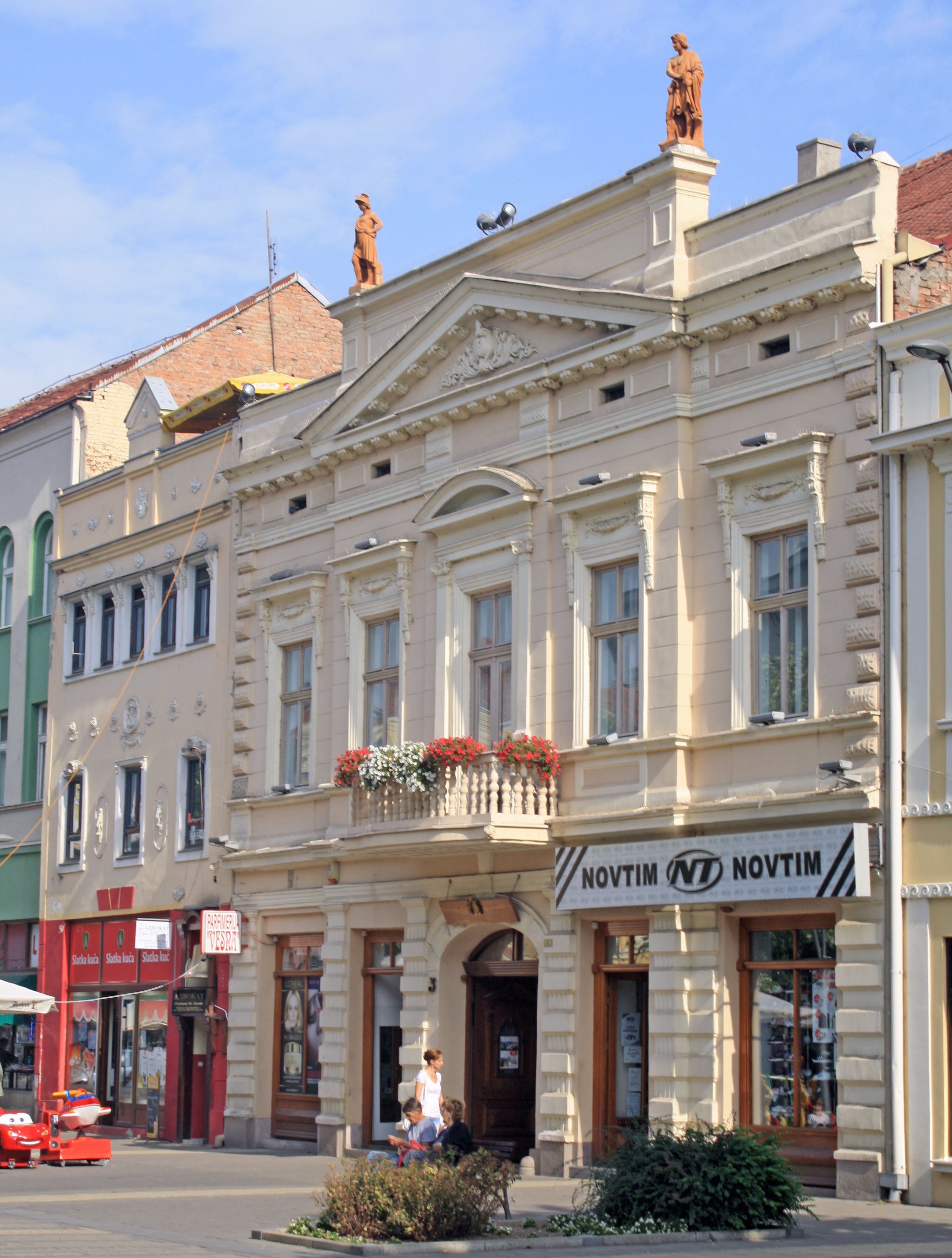
L'évêché de Šabac (maison Arambašić)

### Évêques de Šabac-Valjevo puis de Šabac
| Portrait | Nom                   | Période                                 |
| -------- | --------------------- | --------------------------------------- |
|          | Gerasim Đorđević      | 1831-1839                               |
|          | Maksim Savić          | 1839-1842                               |
|          | Sava Nikolajević      | 1844-1847                               |
|          | Melentije Marković    | 1847-1848                               |
|          | Joanikije Nešković    | 1849-1854                               |
|          | Mihailo Jovanović     | 1854-1859                               |
|          | Gavrilo Popović       | 1860-1866                               |
|          | Mojsej Veresić        | 1868-1874                               |
|          | Jeronim Jovanović     | 1877-1884                               |
|          | Samuilo Pantelić      | 1884-1886                               |
|          | Dimitrije Pavlović    | 1898-1905                               |
|          | Sergije Georgijević   | 1905-1919                               |
|          | Jefrem Bojović        | 1920                                    |
|          | Mihailo Urošević      | 1922-1933                               |
|          | Simeon Stanković      | 1933-1960                               |
|          | Jovan Velimirović     | 1960-1989                               |
|          | Lavrentije Trifunović | 1989-2006 ; évêque de Šabac depuis 2006 |

## Monastères
L'éparchie de Šabac abrite les monastères suivants :
| Français                      | Serbe cyrillique     | Datation                       | Emplacement        | Photo |
| ----------------------------- | -------------------- | ------------------------------ | ------------------ | ----- |
| Monastère Saint-Élie (Očage), | Манастир Илиње       | 1983                           | Očage              |       |
| Monastère de Čitluk,          | Манастир Читлук      | Début du XIXe siècle           | Čitluk             |       |
| Monastère de Kaona,           | Манастир Каона       | XIVe siècle                    | Kaona              |       |
| Monastère de Petkovica,       | Манастир Петковица   | Seconde moitié du XIIIe siècle | Petkovica          |       |
| Monastère de Tronoša,         | Манастир Троноша     | 1276-1282                      | Korenita           |       |
| Monastère de Radovašnica,     | Манастир Радовашница | XVIe siècle                    | Radovašnica        |       |
| Monastère de Soko,            | Манастир Соко        | 1991-1994                      | Uzovnica           |       |
| Monastère de Čokešina,        | Манастир Чокешина    | XIVe siècle                    | Mačvanski Prnjavor |       |